# Carlton (Leicestershire)
Carlton is een civil parish in het Engelse graafschap Leicestershire.